# Finita elementmetoden

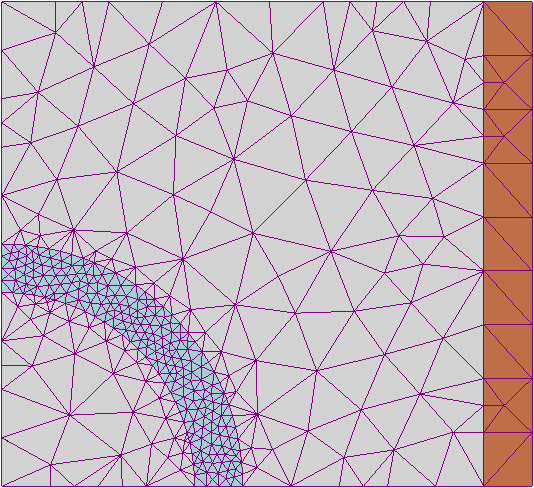
Ett exempel på ett beräkningsnät (i dagligt tal kallat en mesh) som kan användas för analys med finita elementmetoden. Man har här försökt modellera ett rör i ett magnetfält. De olika färgerna illustrerar att materialen är olika.

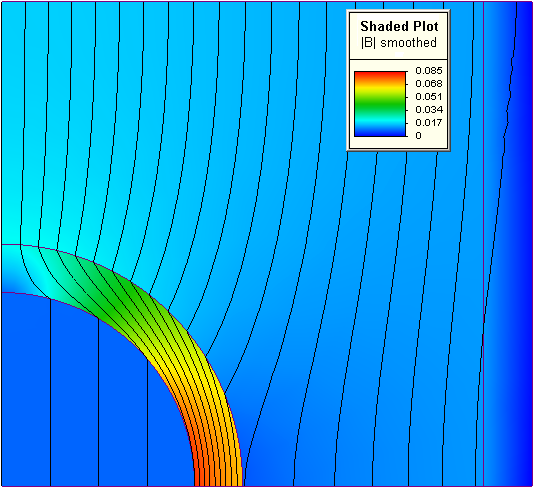
Beräkningsresultatet från finita elementmetoden visualiserat. Här har FEM använts för att beräkna magnetisk flödestäthet.

Finita Elementmetoden (FEM) är en numerisk metod för att lösa fysikaliska problem som beskrivs med partiella differentialekvationer med hjälp av datorer.

## Bakgrund
Teorierna för finita elementmetoden utvecklades redan i början av 1900-talet, men det är först med tillgången till moderna datorer med stor beräkningskapacitet som metoden blivit praktiskt användbar. Sedan 1980-talet har FEM fått mycket bred användning inom vetenskap och teknologi eftersom den tillåter att fysikaliska problem som värmeledning, elektriska fält, hållfasthet med mera kan analyseras i detalj, även för komplexa geometrier och för anisotropa och olinjära materialegenskaper.
Inom till exempel mekanisk konstruktion används FEM bland annat för hållfasthetsanalys. FEM är integrerat i moderna CAD-system vilket tillåter konstruktörer att snabbt och realistiskt kontrollera hållfastheten på detaljer som ännu inte existerar annat än som datormodeller. Vid design av elektriska maskiner kan FEM användas för att i förväg i datormodeller beräkna elektriska fält och uppskatta förluster redan innan någon fysisk maskin har byggts.
Vid lösandet av partiella differentialekvationer är den huvudsakliga utmaningen att skapa en ekvation som approximerar den partiella differentialekvationen men som är numeriskt stabil, vilket betyder att små fel i indata inte förstoras så att resultatet blir oanvändbart. Det finns flera sätt att göra detta och finita elementmetoden är bra för att lösa partiella differentialekvationer på problem med komplex geometri, till exempel mekaniska konstruktioner, exempelvis bilar, eller när vissa delar av området kräver större noggrannhet än andra. Vid väderprognoser är det viktigare att ha korrekt prognos över land än till havs, vilket kan uppnås genom att ha ett mer detaljerat beräkningsnät i områdena där särskilt hög noggrannhet önskas.

## Metoden i korthet
Finita elementmetoden används för att lösa partiella differentialekvationer approximativt. Första steget i FE-metoden är att skriva om differentialekvationen i variationsform. Sedan delas problemdomänen upp i en stor mängd små delområden med nodpunkter längs områdesgränserna. Till varje nodpunkt {\displaystyle i} definieras en funktion {\displaystyle \phi _{i}(x)} som är kontinuerlig över hela problemdomänen men nollskild endast i de delområden som omger noden. Ekvationens approximativa lösning beskrivs som en linjärkombination av alla {\displaystyle \phi _{i}}
{\displaystyle U=\sum _{j=1}^{N}U_{j}\phi _{j}.}
Funktionerna {\displaystyle \phi _{i}} kallas för formfunktioner eller nodfunktioner. Viktningen {\displaystyle U_{i}} kan nu bestämmas genom insättning i variationsproblemet.

## Historia
Finita elementmetoden har sitt ursprung i behoven att lösa komplexa elasticitets- och strukturanalysproblem inom flyg- och strukturmekanik. Dess utveckling började med arbeten av A. Hrennikoff (1941) och R. Courant (1942) . Fastän tillvägagångssättet var olika hade de en viktig sak gemensam: uppdelandet av ett kontinuerligt område till en uppsättning diskreta delområden. Hrennikoffs arbete delade upp området genom att använda galleranalogi medan Courant använde finita triangulära delområden för lösning av andra ordningens differentialekvationer som kommer från problemet med vridning av en cylinder. 
Metoden fick en ordentlig matematisk grund 1973 i och med publiceringen av Strang och Fixs An Analysis of The Finite Element Method, och har sedan dess generaliserats till numerisk modellering av fysiska problem inom många ingenjörsområden, exempelvis elektromagnetism och strömningsmekanik.

## Implicita och explicita finita elementmetoder
Det finns två principiellt olika lösningsmetoder för finita element: Implicit och explicit.
Den implicita metoden lämpar sig bäst för problem med små olinjäriteter och stora krav på noggrannhet. Lösningen är ovillkorligt stabil och steglängden påverkar endast lösningens noggrannhet. Denna metod har större krav på RAM men ger å andra sidan noggrannare resultat. Exempel på analyser som lämpar sig för implicit lösning är statiska spänningsanalyser.
Den explicita metoden lämpar sig bättre för problem med stora olinjäriteter (materialmodeller, stora deformationer, kontaktytor etcetera). Lösningens stabilitet är avhängig steglängden och ger felaktiga resultat om steglängden blir för stor. Fördelen med denna metod är att man lättare får konvergens vid stora olinjäriteter, enklare att anpassa för att fullt ut utnyttja datorer med många processorer, och är inte lika minneskrävande. Exempel på analyser som använder explicit lösare är krock-, kontakt- och explosionsanalyser.

## Exempel
Antag att vi vill lösa den tidsoberoende värmeledningsekvationen med homogen värmeutveckling i domänen och konstant temperatur vid ränderna. Detta problem beskrivs av Poissons ekvation och kan enkelt lösas med finita elementmetoden. Lösningen kan generaliseras till andra differentialekvationer och högre dimensioner.
Problemets ekvation kan skrivas
{\displaystyle {\frac {d^{2}u}{dx^{2}}}=-1}
med randvillkoren
{\displaystyle u(0)=u(1)=0}
och skrivs först om i variationsform. Detta görs genom att ekvationen multipliceras med en godtagbar funktion {\displaystyle v}. En godtagbar funktion är en funktion som uppfyller problemets randvillkor {\displaystyle v(0)=v(1)=0}. Därefter integreras båda sidor. Efter partiell integration har vi
{\displaystyle \int _{0}^{1}{\frac {du}{dx}}{\frac {dv}{dx}}\,dx=\int _{0}^{1}v\,dx}
Domänen delas upp i en mesh med 6 noder. Nodernas läge väljs till

Meshen och basfunktionen.

{\displaystyle x_{j}={\frac {j}{5}}\equiv hj,\quad j=0,\dots ,5}
Till varje intern nod {\displaystyle i} knyts en så kallad basfunktion (ett så kallat finit element)
{\displaystyle \phi _{i}(x)={\begin{cases}{\cfrac {x-x_{i-1}}{x_{i}-x_{i-1}}}&x\in [x_{i-1},x_{i}]\\{\cfrac {x-x_{i+1}}{x_{i}-x_{i+1}}}&x\in [x_{i+1},x_{i}]\\0&{\text{annars}}\end{cases}}}
Nu antas att lösningen till problemet kan skrivas
{\displaystyle U=\sum _{j=1}^{4}U_{j}\phi _{j}.}
Insättning i variationsformuleringen ger
{\displaystyle \sum _{j=1}^{4}U_{j}\int _{0}^{1}{\frac {d\phi _{j}}{dx}}{\frac {dv}{dx}}\,dx=\int _{0}^{1}v\,dx}
Denna ekvation gäller för alla godtagbara funktioner {\displaystyle v}. I synnerhet gäller de för alla basfunktioner {\displaystyle \phi _{i}}. Successiv insättning av dessa i ovanstående ekvation ger det algebraiska ekvationssystemet
{\displaystyle \sum _{j=1}^{4}U_{j}\int _{0}^{1}{\frac {d\phi _{j}}{dx}}{\frac {d\phi _{i}}{dx}}\,dx=\int _{0}^{1}\phi _{i}\,dx\quad i=1,\dots ,4}
Ekvationssystemet kan skrivas i matrisform som
{\displaystyle KU=f}
där matrisen K har komponenterna
{\displaystyle K_{ij}=\int _{0}^{1}{\frac {d\phi _{j}}{dx}}{\frac {d\phi _{i}}{dx}}\,dx}
och
{\displaystyle \mathbf {f} _{i}=\int _{0}^{1}\phi _{i}\,dx.}
FE-metoden har sitt ursprung inom strukturanalys och därför kallas K traditionellt för systemets styvhetsmatris. Vektorn f kallas för systemets lastvektor.
Integralerna kan i detta fall lösas analytiskt
{\displaystyle \int _{0}^{1}{\frac {d\phi _{j}}{dx}}{\frac {d\phi _{i}}{dx}}\,dx={\begin{cases}0&\|i-j\|>1\\-1/h&\|i-j\|=1\\2/h&i=j\end{cases}}}
{\displaystyle \int _{0}^{1}\phi _{j}\,dx=h.}
{\displaystyle K=\left({\begin{array}{cccc}2/h&-1/h&0&0\\-1/h&2/h&-1/h&0\\0&-1/h&2/h&-1/h\\0&0&-1/h&2/h\end{array}}\right)}
{\displaystyle f=\left({\begin{array}{c}h\\h\\h\\h\end{array}}\right)}
Lösningen till {\displaystyle KU=f} är
{\displaystyle {\begin{cases}U_{1}=0.08\\U_{2}=0.12\\U_{3}=0.12\\U_{4}=0.08\end{cases}}}
Den analytiska lösningen är 
{\displaystyle u(x)={\frac {1}{2}}x(1-x)}

Finita elementlösningen tillsammans med analytisk lösning.

I detta fall är FEM-lösningen exakt i nodpunkterna.

## Exempel på programvara för FE-analys
Nuförtiden ingår FEM som en naturlig komponent i alla större CAD-system. Dessa paket är dock oftast begränsade till enklare analyser. För allmänna FEM-beräkningar finns ett antal omfattande programpaket. Nedan följer en inkomplett lista

### Proprietära
- MSC/NASTRAN - Omfattande paket för linjär och olinjär strukturanalys. Härstammar från NASA och flygindustrin. Vida använt med anor från FEM:s barndom.
- HyperWorks - Heltäckande simuleringsvektyg för linjära- olinjära- och strömningsproblem samt stelkroppsdynamik. Specialiserat på optimering av strukturer.
- LS-DYNA - Omfattande paket för olinjär explicit struktur- och strömningberäkningar. Härstammar från atombombsimuleringar. Vida använt för krocksimulering i bilindustrin.
- ABAQUS - Omfattande paket för olinjär strukturanalys.
- ANSYS - Omfattande paket. Har sitt ursprung inom kärnkraftindustrin.
- COMSOL -  Multiphysics simulering.
- ADINA - Specialiserat på olinjär analys

### Öppen källkod
- Elmer - Multiphysics simulering.
- Calculix - Allmän olinjär strukturanalys.
- Code_Aster - Omfattande franskt program med rötter i kärnkraftsindustrin